# La Rambla (arrampicata)
La Rambla è una famosa via d'arrampicata situata a Siurana, Spagna, nel settore El Pati.
È stata una delle prime vie della storia dell'arrampicata di 9a+, grado che fino al 2008 (Jumbo love, via non controversa di Chris Sharma) rappresentava la massima difficoltà nell'arrampicata libera. Tra il 2003 e il 2013 è stata salita solo da quindici arrampicatori.

## La via
La via, in una forma più breve (La Rambla Original) è stata liberata da Alexander Huber nel 1994 e quotata 8c+. Successivamente Daniel Andrada ha chiodato un traverso sulla destra
per congiungerla all'uscita della via Reina Mora. L'8 marzo 2003 Ramón Julián Puigblanque ha realizzato la prima salita dopo più di quaranta tentativi a partire dal 2001.

## Salite
Le salite della via:
1. Ramón Julián Puigblanque - 8 marzo 2003 - Prima salita
2. Eduard Marin - 30 novembre 2006[2]
3. Chris Sharma - 1º dicembre 2006[3]
4. Andreas Bindhammer - 2 maggio 2007[4]
5. Patxi Usobiaga - 22 novembre 2007[5]
6. Adam Ondra - 10 febbraio 2008[6]
7. Enzo Oddo - 22 dicembre 2011[7]
8. Sachi Amma - 29 novembre 2012[8]
9. Felix Neumärker - 19 marzo 2013[9]
10. Alexander Megos - 29 marzo 2013[10]
11. Daniel Jung - 18 febbraio 2014[11]
12. Jonathan Siegrist - 23 marzo 2015[12]
13. Matty Hong - 18 aprile 2017 [13]
14. Margo Hayes - 26 febbraio 2017 - Scrive la storia diventando la prima donna a scalare una 9a+/5.15a confermata [14]
15. Stefano Ghisolfi - 20 marzo 2017 [15]
16. Jacopo Larcher - 22 marzo 2017 [16]
17. Klemen Becan - 18 aprile 2017 [17]